# Sitna majuška
Sitna majuška (puzava majuška, lat. Lysimachia minima, sin. Anagallis minima ili Centunculus minimus) je sitna jednogodišna biljčica gustog lišća iz roda protivak (Lysimachia), bijelih je ili ružičastih sitnih sjedećih cvjetova s vjenčićem od 4 latice kraćim od čaške. Naziv majuška ostao joj je jer se nekada ukljućivala u rod Centunculus, danas sinonim za rod Lysimachia.
Prilično je rijetka i ugrožena, a naraste između 3 i 7 centimetara obično na poplavnim staništima. Pripada porodici jaglaca (Primulaceae). 
Sitna majuška ima i brojne znanstvene sinonimne nazive:
- Anagallidastrum exiguum Bub.
- Anagallis centunculus Afzel.
- Anagallis minima (L.) E. H. L. Krause
- Anagallis pusilla Salisb.
- Centunculus lanceolatus Michx.
- Centunculus minimus L.
- Centunculus simplex Hornem.
- Micropyxis exigua (Bub.) Lunell

Za nju postoje i dva nevalidna naziva Anagallis sessilis Salzm. ex Duby i Centunculus mexicanus J.H.Schaffn. ex R.Knuth.
- Anagallis minima, Entre Rios, Bahia, Brazil
- Hydrotaea diabolus, i biljka Lysimachia minima; John Curtis British Entomology (1824-1840)